# Xenylla mediterranea
Xenylla mediterranea är en urinsektsart som beskrevs av Gama 1964. Xenylla mediterranea ingår i släktet Xenylla, och familjen Hypogastruridae. Arten är reproducerande i Sverige.